# Роховце
Роховце (словац. Rochovce) — село в окрузі Рожнява Кошицького краю Словаччини, історична область Гемера. Площа села 8,33 км². Станом на 31 грудня 2016 року в селі проживало 348 жителів.

## Історія
Перші згадки про село датуються 1318 роком.

## Населення
| Рік:            | 1994. | 2004.   | 2014.   | 2024.   |
| --------------- | ----- | ------- | ------- | ------- |
| Кількість осіб: | 297   | 322     | 339     | 366     |
| Різниця:        |       | +8,41 % | +5,27 % | +7,96 % |

| Рік:            | 2023. | 2024.   |
| --------------- | ----- | ------- |
| Кількість осіб: | 363   | 366     |
| Різниця:        |       | +0,82 % |